# Antoni Iwanowicz gniewa się
Antoni Iwanowicz gniewa się (ros. Антон Иванович сердится) – radziecka komedia muzyczna z 1941 roku w reżyserii Aleksandra Iwanowskiego.

## Obsada
- Nikołaj Konowałow
- Ludmiła Celikowska
- Pawieł Kadocznikow